# Nemoria tickelli
Nemoria tickelli là một loài bướm đêm trong họ Geometridae.